# Evil or Divine - Live In New York City
Evil or Divine - Live in New York City es un álbum en vivo de la banda Dio, lanzado en el 2005, grabado en la ciudad de Nueva York en el 2002. También existe una versión en DVD. En él se pueden escuchar versiones de canciones de Dio, Black Sabbath y Rainbow.

## Lista de canciones
1. "Killing The Dragon" – 5:15
2. "Egypt/Children Of The Sea" – 8:46
3. "Push" – 4:04
4. "Drum Solo" (DVD) – 4:36
5. "Stand Up And Shout" – 4:03
6. "Rock And Roll" – 5:58
7. "Don't Talk To Strangers" – 6:38
8. "Man On The Silver Mountain" – 3:07
9. "Guitar Solo" – 8:51
10. "Long Live Rock And Roll" – 5:02
11. "Lord of the Last Day" (DVD) – 4:25
12. "Fever Dreams" – 4:38
13. "Holy Diver" – 5:25
14. "Heaven And Hell" – 7:12
15. "The Last In Line" – 8:40
16. "Rainbow in the Dark" – 6:01
17. "We Rock" – 6:10

## Personal
- Ronnie James Dio - voz
- Jimmy Bain - bajo
- Simon Wright - batería
- Doug Aldrich - guitarra
- Scott Warren - teclados

- Datos: Q3735682